# Karim Saidi
Karim Saidi (in arabo كريم سعيدي‎?; Tunisi, 24 marzo 1983) è un ex calciatore tunisino, difensore.

## Carriera
Dopo aver giocato per Club Africain (Tunisia) e Feyenoord (Paesi Bassi, 34 presenze e un gol tra 2004 e autunno 2005), il 31 gennaio 2006 si è trasferito in prestito al Lecce, in Italia. Nelle prime partite disputate con la maglia giallorossa Saidi è stato impiegato come titolare, anche se in seguito è stato relegato in panchina.
Ha esordito in Serie A il 12 febbraio 2006 in Cagliari-Lecce (0-0). In totale, nello spezzone di stagione che ha sancito la retrocessione della squadra giallorossa in Serie B, Saidi ha totalizzato 9 presenze.
A maggio 2006 è stato inserito tra i convocati della Tunisia per il campionato del mondo 2006. Alla fine della stagione è rientrato al Feyenoord per fine prestito e nel 2007 è stato ceduto al club turco del Sivasspor.
Nel 2008 fa ritorno al Club Africain prima di approdare al Tours FC in Ligue 2, dove rimane per due stagioni. Nel luglio del 2011 si accasa al Lierse S.K. nella Jupiler League.